# Heterallactis chrysopera
Heterallactis chrysopera är en fjärilsart som beskrevs av George Francis Hampson 1914. Heterallactis chrysopera ingår i släktet Heterallactis och familjen björnspinnare. Inga underarter finns listade i Catalogue of Life.